# Салинс, Маршалл
Маршалл Дэвид Салинс (Салинз, Сахлинс, англ. Marshall David Sahlins; 27 декабря 1930, Чикаго — 5 апреля 2021) — американский антрополог, специалист по экономической и исторической антропологии. Доктор философии (1954), заслуженный именной сервис-профессор Чикагского университета (эмерит), член Национальной академии наук США (1991).

## Биография
Родился в светской еврейской семье; его мать участвовала в русской революции 1905 года и была почитательницей анархистки Эммы Гольдман. Семейное предание выводило их происхождение от основателя хасидизма Баал-Шем-Това.
Окончил Мичиганский университет (1951), где учился с Лесли Уайтом, получил там степени бакалавра и магистра. В 1954 году получил докторскую степень в Колумбийском университете. Среди преподавателей и коллег-студентов, повлиявших на него интеллектуально — Карл Поланьи, Джулиан Стюард, Эрик Вульф, Сидни Минц, Мортон Фрид.
В 1957 году стал доцентом Мичиганского университета. Преподавал в Колумбийском и Мичиганском университетах, с 1973 года — профессор Чикагского университета. Вёл полевые исследования на островах Фиджи, Гавайи и Новая Гвинея, а также в Турции.
В 1960-х годах был активен в антивоенном движении против войны во Вьетнаме, ввёл в обиход термин «teach-in» для обозначения одной из форм протеста (преимущественно студенческого), подписал письмо писателей и редакторов, призывавших бойкотировать военный налоговый сбор; проведя два года в Париже, воочию наблюдал «Красный май» 1968 года. (В том году он находился в Париже в творческом отпуске.) В то же время, как отмечает А. Купер, «Салинс отказался от Маркса и Гегеля и стал неокантианцем. Он принял Леви-Стросса с его подходом к мифу».
В 2013 году покинул Национальную академию искусств и наук США, в которую входил с 1976 года, в знак протеста против её милитаризации (но также и против избрания в её состав его оппонента Наполеона Шаньона).
В 2001 году основал небольшое издательство Prickly Paradigm.

## Научная работа
Салинс стремился показать значимость культуры в формировании структуры общества, критиковал идею «человека экономического», характерную для многих экономических воззрений, и стремился показать культурную специфичность экономических систем.
После публикации Culture and Practical Reason (1976) исследовал взаимоотношение истории и антропологии. В работе Evolution and Culture (1960) поднимает вопросы культурной эволюции. Салинс вводит понятие общей и специфичной эволюции. Общая эволюция характеризуется тенденцией к усложнению и адаптации, специфичная эволюция обусловлена различными темпами и направлениями развития, временем вхождения элемента (например, изобретения) в жизнь общества. Практическая деятельность Салинса связана с Тихоокеанским регионом, прежде всего — островами Фиджи и Гавайи.
Позиция Салинса в оценке культур — культуры «дикарей» равноценны европейским, но существенно отличаются от них.
В 2013 году он издал обобщающую работу о подходах к изучению родства в антропологии «Что такое родство — и чем оно не является».
Труды Салинса служили одним из основных источников работ Джона Зерзана, и работ Боба Блека «Упразднение работы» и «Первобытное изобилие».
Занимает второе место в топ-10 влиятельных антропологов 2010—2020 гг. по версии AcademicInfluence.com.

## Публикации
- Social Stratification in Polynesia (1958)
- Evolution and Culture (ed., 1960)
- Moala: Culture and Nature on a Fijian Island (1962)
- Tribesmen (1968)
- Stone Age Economics (1974: ISBN 0-422-74530-8)
  - Маршалл Салинз Экономика каменного века. — М.: ОГИ, 1999. — 296 с. ISBN 5-900241-27-0
- The Use and Abuse of Biology (1976: ISBN 0-472-08777-0)
- Culture and Practical Reason (1976: ISBN 0-226-73359-9)
- Historical Metaphors and Mythical Realities (1981: ISBN 0-472-02721-2)
- Islands of History  (1985: ISBN 0-226-73357-2)
- Anahulu: The Anthropology of History in the Kingdom of Hawaii (1992: ISBN 0-226-73363-7)
- How «Natives» Think: About Captain Cook, for Example (1995: ISBN 0-226-73368-8)
- Waiting For Foucault (1999: ISBN 1-891754-11-4)
- Culture in Practice (2000: ISBN 0-942299-37-X)
- Apologies to Thucydides: Understanding History as Culture and Vice Versa (2004: ISBN 0-226-73400-5)
- The Western Illusion of Human Nature (2008: ISBN 978-0-9794057-2-3)
- What kinship is — And what is not (2013)
- Poor Man, Rich Man, Big Man, Chief; Political Types in Melanesia and Polynesia, In: Comparative Studies in Society and History, vol. 5, No.3, pp.285-303, April 1963.
  - Маршалл Д. Салинс Бедняк, богач, бигмен, вождь: политические типы в Меланезии и Полинезии // Сибирские исторические исследования. — 2018. — № 1